# Проворный (пароход, 1825)
«Проворный» — колёсный пароход Балтийского флота Российской империи.

## Описание парохода
Колёсный пароход водоизмещением 175,5 тонн, длина судна между перпендикулярами составляла 34,14 метра, по палубе — 33,2 метра, а ширина — 6,35 метра. На пароходе была установлена паровая машина мощностью 80 номинальных л. с.

## История службы
Пароход был заложен на Ижорском заводе в 1825 году и после спуска на воду в том же году вошёл в состав Балтийского флота России.
В 1837 году пароход подвергся тимберовке в Кронштадте.
В 1847 году пароход «Проворный» был разобран.